# Perla Farías
Perla Farías   (Veneçuela, segle XX) és una directora, productora, guionista i executiva de televisió estatunidenca nascuda a Veneçuela, i executiva a Telemundo.

## Joventut
Perla Faíras és filla de l'actriu italiana Gioia Lombardini i del director cubà Daniel Farías. La seva germana petita, Gioia Arismendi, també és actriu, i el seu germà, Dionisio, també va treballar a la televisió. Quan era petita, Farías no va gaudir de l'atmosfera de fama al voltant dels seus pares, però va decidir ser actriu.
Als 14 anys, Farías es va matricular a una escola secundària internacional a Suïssa. Va estudiar Comunicació Social a la Universitat Northwestern.

## Carrera professional
Farías va començar actuar com a actriu de telenovel·la a Veneçuela. Incòmoda per actuar i descontenta amb la narració de les típiques novel·les, va deixar morir el seu personatge i després va iniciar un nou estil de telenovela als Estats Units d'Amèrica, promovent el seu treball a Telemundo per superar els rivals Univision. Va començar a escriure amb el seu cosí José Ignacio Cabrujas, que l'havia animat a escriure i a no actuar perquè s'adaptava millor a ella. El seu trasllat als Estats Units per continuar la producció de televisió el 2005 es considera que forma part de la diàspora bolivariana.
Des del principi, les produccions de Farías s'han popularitzat en els mercats habituals: Juana la virgen es va refer en Jane the Virgin, i l'estrena de La Reina del Sur va superar fins i tot la programació en anglès i va protagonitzar una dona poc convencional. També ha estat aplaudida per crear espectacles que representen positivament els llatinoamericans i iniciar debats. Ha descrit la creació de La Reina del Sur com «un gran risc», però diversos anys després va escriure per a Telemundo amb drames amb menys estereotips de telenovel·la, donant compte del canvi creixent de gustos i del sector de difusió dels Estats Units en espanyol.
El 2011 va ajudar a escriure el musical Magicus: El Bosque Reciclad, creat per la seva germana. El 2016 va ser promoguda a ser vicepresidenta sènior de desenvolupament de guions a Telemundo, on també és escriptora.
El 2018, algunes de les seves obres creatives van ser agafades i emeses per RCTV.

## Sèries de televisió
- Rubí rebelde (1989)[12]
- Divina obsesión (1992)[13]
- Sol de tentacion (1996)[14]
- Cambio de piel (1998)[15]
- Mis 3 hermanas (2000)[16]
- Juana la virgen (2002)[9]
- ¡Anita, no te rajes! (2004)[17]
- Ser bonita no basta (2005)[16]
- La Ley del silencio (2005)
- Corazón partido (2 episodis - 2005)[18]
- La Tormenta (2005)[19]
- Dame Chocolate (2007)[19]
- ¿Donde está Elisa? (2010)[20]
- Alguien te mira (2010)[21]
- Flor Salvaje (2011)[22]
- Marido en Alquiler (2013)[23]
- Bajo el mismo cielo (2015)[9]
- Falsa identidad (2018)[24]